# Milsko (Lubusz)
Pour les articles homonymes, voir Milsko.
Milsko (prononciation : [ˈmilskɔ]) est un village polonais de la gmina de Zabór dans le powiat de Zielona Góra de la voïvodie de Lubusz dans l'ouest de la Pologne.
Il se situe à environ 4 kilomètres au sud-est de Zabór (siège de la gmina) et 18 kilomètres à l'est de Zielona Góra (siège du powiat et de la diétine régionale).

## Histoire
Le nom allemand du village était Milzig.
Le village fait partie de l'arrondissement de Grünberg-en-Silésie dans le district de Liegnitz de la province de Silésie puis de la province de Basse-Silésie en Allemagne avant 1945.
Après la Seconde Guerre mondiale, avec les conséquences de la Conférence de Potsdam et la mise en œuvre de la ligne Oder-Neisse, le village est intégré à la République populaire de Pologne. La population d'origine allemande est expulsée et remplacée par des polonais.
De 1975 à 1998, le village appartenait administrativement à la voïvodie de Zielona Góra.

Depuis 1999, il appartient administrativement à la voïvodie de Lubusz.